# Панентеїзм
Панентеїзм (від грец. πᾶν ἐν θεῷ, «все в Бозі») — релігійно-філософське вчення, згідно з яким світ перебуває в Бозі, але Бог не розчиняється у світі (як у пантеїзмі); синтез теїзму й деяких ідей пантеїзму. 
Бог присутній у всіх речах, містить у собі Всесвіт, але також знаходиться поза ним. Певний аспект Бога є трансцендентним відносно нашого світу. В панентеїзмі Божественне розглядається водночас як трансцендентне та іманентне до Всесвіту. 
Термін введений німецьким філософом Карлом Краузе (1781-1832) у 1828 році, використовувався також Фрідріхом Бутервеком (1766-1828). 
Російський філософ С. Л. Франк іменував цим терміном свою філософську систему. 

### У християнстві
У Східному християнстві (зокрема у Православних та Давньосхідних Православних Церквах, а також у Церкві Сходу) творіння не вважається буквально «частиною» Бога, а Божественне є істотно окремим від творіння. Тобто, іншими словами, є неуникненна відмінність між Творцем (Богом) і творінням (світом). Це, однак, не означає, що творіння є повністю відокремленим від Бога, оскільки воно існує всередині та за допомогою божественної енергії. Це оживлення світу є природною дією Бога і може бути до певної міри ідентифіковане з Богом, але творіння залишається цілком окремим від божественної сутності. Бог створив Усесвіт своєю волею і своєю енергією, але Всесвіт не є відбитком або еманацією власної сутності (грец. ousia) Бога, яку Він предвічно поділяє між Особами Трійці. Тому творіння не є по суті своїй Богом або невід'ємною частиною Бога. Загальноприйняте вживання поняття «панентеїзм» для опису концепції Бога у східнохристиянському богослов'ї є проблематичним, якщо наполягати на тому, що панентеїзм передбачає світ як «частину» Бога.
Бог не є просто Творцем світу, оскільки Його динамічна присутність необхідна, щоб підтримувати існування кожної створеної речі, малої чи великої, видимої чи невидимої. Саме Божа енергія (дія) підтримує існування усього створеного порядку і всіх створених істот, навіть якщо вони відверто Його відкинули. Його любов до творіння така, що Він не припинить Своєї присутності, що було б крайньою формою знищення, не просто зовнішньою смертю, а кінцем існування взагалі. З цього випливає, що усе творіння є «добрим» в основі свого буття і воно не може бути вроджено «поганим» ні повністю, ні частково. Це не заперечує існування духовного або морального зла у Всесвіті, а тільки заперечує ідею, що зло є внутрішньою властивістю творіння. Гріх є результатом невід'ємної свободи людей діяти поза Божественним порядком (свободи волі), але не є обов'язковим наслідком успадкованої людської природи.